# نصف‌النهار ۷۶ درجه غربی
نصف‌النهار ۷۶ درجه غربی ۷۶مین نصف‌النهار غربی از گرینویچ است که از لحاظ زمانی 5ساعت و 4دقیقه با گرینویچ اختلاف زمانی دارد.
این نصف‌النهار از قطب شمال شروع و از مناطق زیر گذشته و به قطب جنوب ختم می‌شود.
- آمریکای لاتین
- کانادا
- ایالات متحده آمریکا
- اقیانوس آرام